# Линн, Лэнс
Майкл Лэнс Линн (англ. Michael Lance Lynn; 12 мая 1987, Браунсберг, Индиана) — американский бейсболист, выступающий за клуб главной лиги бейсбола «Техас Рейнджерс». Играет на позиции питчера.

## Карьера
Был задрафтован в 6 раунде драфта 2005 года «Сиэтл Маринерс». Контракт с ним подписан не был, и Лэнс принял участие в ещё одном драфте, 2008 года, где был выбран в первом раунде «Кардиналами».
В 2009 году был признан питчером года в системе «Кардиналс», пройдя за год команды трёх уровней.
2 июня 2011 года дебютировал в МЛБ, выйдя стартовым питчером в поединке против «Джайентс». За 5.1 иннинг он пропустил пять ранов и получил первое поражение, а в следующем поединке против «Хьюстона», завоевал первую победу. После этого Лэнс был переведён из старта в буллпен, где провёл весь 2011 год. Вместе с «Кардиналс» выиграл Мировую Серию.
Сезон 2012 года начал стартовым питчером, заменив получившего травму Криса Карпентера. Выиграл первые шесть игр, произвёл впечатление на болельщиков и был выбран на Матч Всех Звёзд 2012 года. В августе был переведён обратно в буллпен после возвращения Хайме Гарсии и хорошей игры Джо Келли. Позднее вернулся в стартовую ротацию.
Постсезон 2012 года начал в буллпене, однако из-за рецедива травмы вернулся в старт в Финальной Серии Национальной Лиги.

## Стиль подач
Основная подача — 4-seem фастбол (92-95 миль/час), также имеет в арсенале 2-seem фастбол, кёрвбол, каттер и ченджап. Каттером играет только против праворуких отбивающих, ченджапом — только проти леворуких. При двух страйках использует 4-seem фастбол и кёрвбол.

## Семья
Женился в ноябре 2010 года. Супруга — Лорен (Грилл) Линн. Дочь — Миа Джейн. Живут в Вилсонвилле, штат Орегон.